# Aulacoderus heberdeyi
Aulacoderus heberdeyi es una especie de coleóptero de la familia Anthicidae.

## Distribución geográfica
Habita en la Provincia del Cabo en (Sudáfrica).